# Michelle Podroznik
Michelle de La Rochefoucauld, née Bessy Podroznik, née le 22 janvier 1941 à Paris,, est une productrice et scénariste française. Entre 2004 et 2022, elle produit le feuilleton marseillais Plus belle la vie aux côtés de François Charlent (Rendez-Vous Productions) et Hubert Besson (Telfrance Série).

## Origine familiale
Michelle Podroznik est la fille d’immigrés juifs polonais.

## Carrière
Elle a fait ses débuts dans l'audiovisuel très jeune à seulement 19 ans. Elle a été scripte à la RTF pendant 31 ans.
2010 marque sa cinquantième année dans le milieu professionnel de la télévision. Elle a dirigé Telfrance pendant plus de quinze ans. Avec Hubert Besson, elle est à l'origine de projets tels que PJ, Les Cordier, juge et flic ou plus récemment Plus belle la vie dont l'appel d'offre a été remporté en 2004. Le feuilleton devait d'ailleurs initialement s'appeler Mistral gagnant.
Le 15 février 2012, elle est présente à Paris aux côtés de comédiens et des équipes de Plus belle la vie à l'occasion de l'inauguration de Plus belle la vie numérique (nouveau site web de la production sur le feuilleton).
Devenue directrice générale de « Mima production » (filiale du groupe Telfrance, racheté en 2008 par Fabrice Larue à Michel Canello), elle initie de nouveaux projets à la télévision aux côtés de Sébastien Combelles et Joëlle Calvignac. Une comédie de 90 minutes pour TF1 : La voyante, ainsi que Brigade financière pour France 2. Fin 2011, âgée de 70 ans, elle déclare être arrivée au bout de sa carrière et continue de travailler en bonus, mais n'est pas optimiste pour le métier.
En 2019, elle apparaît sporadiquement dans PBLV.
Fin 2022, l'arrêt de la série Plus belle la vie sur France 3 marque la fin de la carrière de Michelle Podroznik. La série reprend un an plus tard sur TF1 sous forme d'adaptation, Plus belle la vie, encore plus belle, mais est désormais produite par Clémentine Planchon.

## Vie privée
En 1972, elle se marie avec le scénariste et réalisateur Jean-Dominique de La Rochefoucauld, avec qui elle aura trois filles :
- Sophie de La Rochefoucauld (1965), comédienne ;
- Claire de La Rochefoucauld (1972), réalisatrice ;
- Sylvie de la Rochefoucauld[réf. nécessaire].

## Filmographie

### Production[9]
- 1992 : Les Cordier, juge et flic
- 1996 : Le Crabe sur la banquette arrière
- 1997 : La fine équipe
- 1997 : Une femme sur mesure
- 1997 : PJ
- 1999 : Tramontane (mini-série)
- 2001 : Méditerranée (mini-série)
- 2001 : Le Prix de la vérité
- 2002 : Blandine, l'insoumise
- 2002 : Garonne
- 2002 : Les sarments de la révolte
- 2003 : Le Roman de Georgette (téléfilm)
- 2003 : Une deuxième chance
- 2003 : Lagardère (téléfilm)
- 2004 : D-Day 6.6.1944
- 2004 - 2022 : Plus belle la vie (Mima Production)
- 2005 : Nom de code : DP
- 2005 : Commissaire Cordier
- 2006 : Retrouver Sara
- 2007 : Le Réveillon des bonnes[10]
- 2008 : La Dame de Monsoreau (téléfilm)
- 2011 : Tata Bakhta[11]

### Scénariste
- 1964 : La caméra explore le temps
- 1966 : La Prise de pouvoir par Louis XIV
- 1967 : L'Invention de Morel (téléfilm)
- 1986 : L'Inconnue de Vienne
- 1990 : Six crimes sans assassins
- 1997 : Ärzte
- 2004 : Histoires de fiction
- 2008 : PJ

### Comédienne
- 2009 : Plus belle la vie (saison 5) : Mamie affiche concours "Mamies en or"
- 2019 : Plus belle la vie (saison 15) : cliente bar du Mistral
- 2022 : Plus belle la vie (prime-time "Sept mariages pour un enterrement") : figurante place du Mistral